# Fritz Rasp
Fritz Heinrich Rasp (nasceu Fritz Heinrich Rasp; Bayreuth, 13 de maio de 1891 – Gräfelfing, 30 de novembro de 1976) foi um ator alemão. Ele atuou em 104 filmes entre 1916 e 1976.

## Filmografia selecionada
- 1916: Schuhpalast Pinkus
- 1917: Hans Trutz im Schlaraffenland
- 1922: Das verschwundene Haus
- 1922: Time is Money
- 1927: Metrópolis
- 1973: Erlebte Filmgeschichte – Fritz Rasp
- 1973: Die große Rolle: 2. Jud Süß – die Alptraumrolle
- 1975: Lina Braake oder Die Interessen der Bank können nicht die Interessen sein, die Lina Braake hat